# Пазителя на дракони
„Пазителя на дракони“ (на английски: Dragonkeeper) е испанско-китайска компютърна анимация от 2024 г. на режисьора Салвадор Симо и Ли Джианпин, сценарият е на Карол Уилкинсън (която е автор на едноименния роман), Пабло Кастрильо, Игнасио Ферерас и Росана Чекини.
Премиерата на филма се състои във филмовия фестивал „Малага“ на 1 март 2024 г., и след това излиза по кината в Испания на 19 април 2024 г.

## Актьорски състав

### Английски дублаж
- Бил Наи – Данзи[5][6]
- Бил Бейли – Уанг Чао[5][6]
- Антъни Хауъл – Диао[5][6]
- Мейялини Грифитс – Пинг[5][6]

### Испански дублаж
- Лучия Перез – Пинг[6]
- Марио Газ – Данзи[6]
- Нано Кастро – Диао[6]
- Карлос де Луна – Уанг Чао[6]

## В България
В България филмът излиза по кината на 2 август 2024 г., разпространен от „Форум Филм България“.